# Брэниган, Лора
Ло́ра Брэ́ниган (англ. Laura Branigan, полное имя Лора Энн Брэниган (англ. Laura Ann Branigan); 3 июля 1952 — 26 августа 2004) — американская певица родом из штата Нью-Йорк. Танцевальные хиты в её исполнении регулярно звучали в радиоэфирах Германии и других стран континентальной Европы на протяжении 1980-х годов.

## Биография
В 1970—1972 годах училась в Американской академии драматического искусства. Брэниган начинала карьеру, выступая в мюзиклах. В 1970-е годы работала бэк-вокалисткой у Леонарда Коэна.
Начало сольной карьеры было сопряжено для неё с судебными разбирательствами, но к 1982 году эти неприятности были в прошлом, и Брэниган выпустила дебютный альбом танцевальной музыки. По рекомендации Atlantic Records Лора изменила год рождения с 1952-го на 1957-й. Песня «Gloria» достигла в Billboard Hot 100 второго места и была номинирована на «Грэмми», а в Германии стала самым крупным хитом года, положив начало эпохе евродиско[уточнить].
Если популярность Брэниган в США оказалась невысока, то на европейском рынке ей удалось закрепиться в качестве одной из самых успешных исполнительниц десятилетия. Её визитной карточкой стал хит в стиле диско/нью-вейв «Self Control» из одноимённого альбома 1984 года. Музыка и сценический образ Брэниган послужили образцом для многих европейских проектов тех лет. В 1984 году Браниган также одержала победу на престижном музыкальном телефестивале Tokyo Music Festival в Японии с композицией «The Lucky One».
В 1990-е годы новые записи Брэниган появлялись нерегулярно, как например, записанная вместе с Дэвидом Хассельхоффом в 1994 году тема к сериалу «Спасатели Малибу».
С годами она всё меньше пела и больше играла в телесериалах. Положительные отзывы получило исполнение ею роли Дженис Джоплин в бродвейском мюзикле «Love, Janis».
Скончалась 26 августа 2004 года во сне в своём доме в Нью-Йорке от разрыва аневризмы головного мозга. Тело Брэниган было кремировано, а прах — развеян над проливом Лонг-Айленд.

## Дискография

### Студийные альбомы
| Название                                                                         | Дата выпуска    | Наивысшее место в чартах | Наивысшее место в чартах | Наивысшее место в чартах | Наивысшее место в чартах | Наивысшее место в чартах | Наивысшее место в чартах | Наивысшее место в чартах | Наивысшее место в чартах | Наивысшее место в чартах | Награды                                                                            |
| Название                                                                         | Дата выпуска    | US                       | AUS                      | CAN                      | GER                      | NOR                      | NZ                       | SWE                      | SWI                      | UK                       | Награды                                                                            |
| -------------------------------------------------------------------------------- | --------------- | ------------------------ | ------------------------ | ------------------------ | ------------------------ | ------------------------ | ------------------------ | ------------------------ | ------------------------ | ------------------------ | ---------------------------------------------------------------------------------- |
| Branigan                                                                         | Март 1982       | 34                       | 50                       | 14                       | —                        | —                        | —                        | —                        | —                        | —                        | США: Золото Канада: Золото                                                         |
| Branigan 2                                                                       | Март 1983       | 29                       | 30                       | 46                       | —                        | —                        | 11                       | —                        | —                        | —                        | США: Золото                                                                        |
| Self Control                                                                     | Апрель 1984     | 23                       | 29                       | 14                       | 5                        | 3                        | 38                       | 2                        | 3                        | 16                       | США: Платина Канада: Платина Австралия: Платина ФРГ: Золото Великобритания: Золото |
| Hold Me                                                                          | Июль 1985       | 71                       | 37                       | 43                       | 31                       | 12                       | —                        | 7                        | 10                       | 64                       |                                                                                    |
| Touch                                                                            | 7 июля 1987     | 87                       | 68                       | 94                       | —                        | —                        | —                        | 20                       | 24                       | —                        |                                                                                    |
| Laura Branigan                                                                   | 21 марта 1990   | 133                      | —                        | —                        | —                        | —                        | —                        | —                        | —                        | —                        |                                                                                    |
| Over My Heart                                                                    | 17 августа 1993 | —                        | —                        | —                        | —                        | —                        | —                        | —                        | —                        | —                        |                                                                                    |
| «—» показывает, что альбом не попал в чарты, либо не был выпущен в данной стране |                 |                          |                          |                          |                          |                          |                          |                          |                          |                          |                                                                                    |

### Избранные синглы
- «Gloria» (1982)
- «Self Control» (1984)
- «Ti Amo» (1984)